# بونکیو (دوره)
بونکیو (به ژاپنی: 文 Bunkyū) یکی از دوره‌های ژاپنی بعد از مانئن و قبل از گنجی (دوره) بود. این دوره از مارس ۱۸۶۱ تا مارس ۱۸۶۴ ادامه داشت. در این دوره امپراتور کومی امپراتور ژاپن بود.